# 里德山 (圖拉山脈)
67°2′S 51°38′E / 67.033°S 51.633°E
里德山是南極洲的山峰，位於恩德比地的比弗冰川北岸，屬於圖拉山脈的一部分，處於松斯山以東3.7公里，該山峰根據澳大利亞探險隊拍攝的空中照片被繪入地圖，以莫森站的氣象觀測員命名。